# Volker Remy

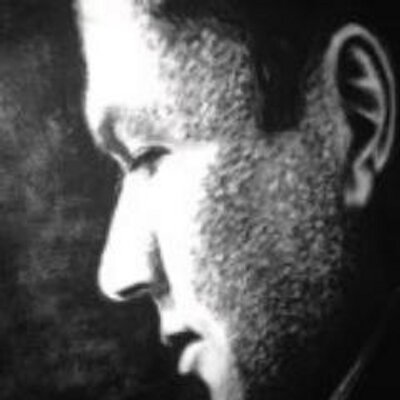
Volker Remy

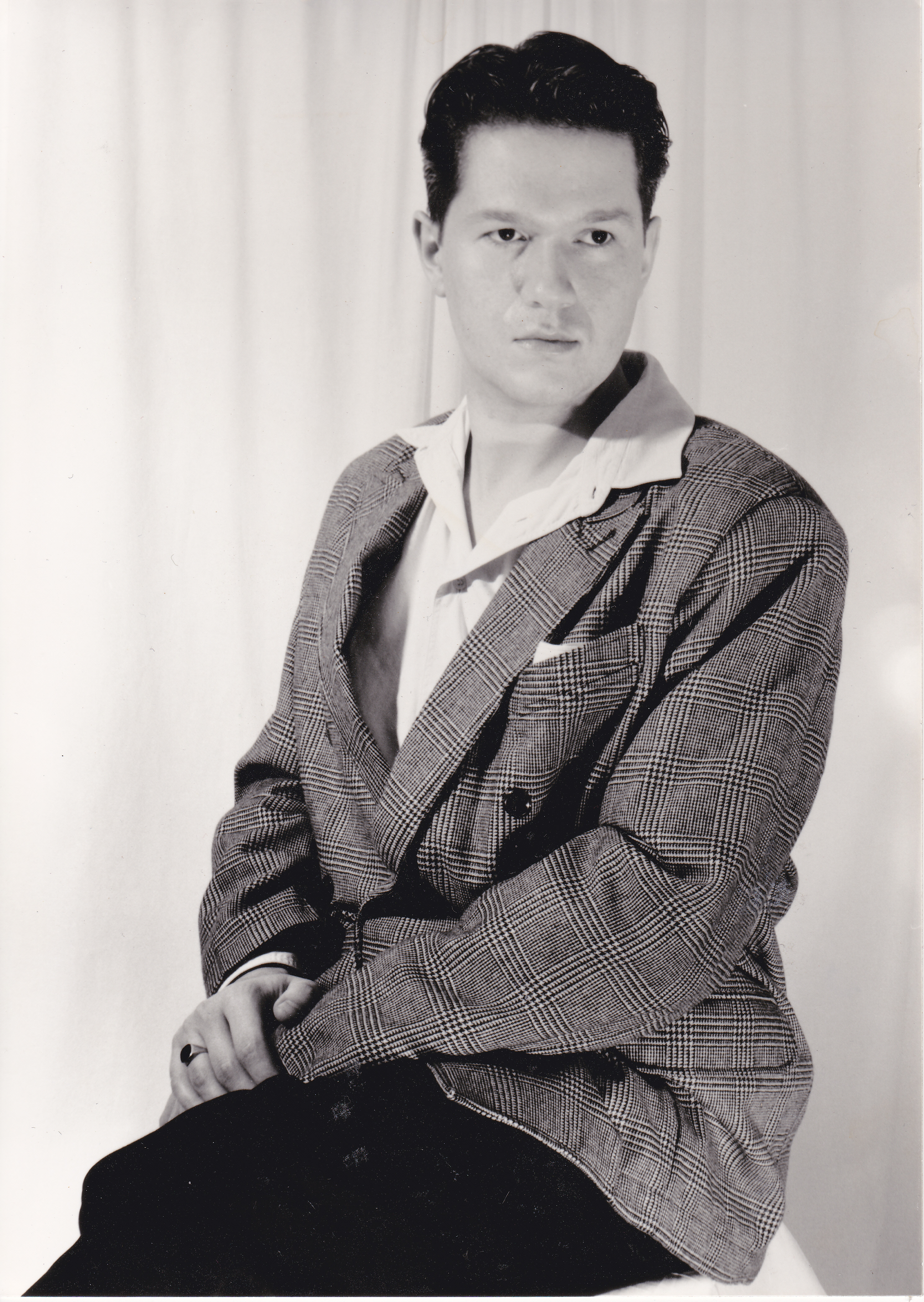
Volker Remy

Volker Remy (* 14. September 1960 in Weilburg; † 19. Oktober 2014 ebenda) war ein deutscher Autor, Werbetexter und Kommunikationsberater.

## Schaffen
Nach einer kaufmännischen Ausbildung entschied sich Volker Remy Mitte der 1980er Jahre in London für den Einstieg in die Werbebranche. Seit 1993 arbeitete Remy als Texter und ab 1997 als Positionierungstexter für Print- und Onlinemedien. Er war Berater für Kommunikationsagenturen auf dem Gebiet von Positionierungen und Neugeschäfts-Strategien. Nach Veröffentlichung seiner Sachbücher „Die Imagefalle“ 
und „Wie man Aufträge angelt und mit Fischen spricht...“ wirkte er als Referent und Gastredner bei Seminaren und Tagungen. Remy war mehrfach an Standortmarketing-Projekten als Projektleiter beteiligt.

## Sachbücher
- Die Imagefalle: Identitätsmarketing für Städte und Regionen im Zeichen der soziodemografischen Zeitenwende, Graco Verlag, Berlin 2006, ISBN 978-3-00-018462-8[8]
- Wie man Aufträge angelt und mit Fischen spricht..., Graco Verlag, Berlin 2007, ISBN 978-3-00-020109-7[9][10][11]
- Berlin als solches, Ill. Rolf Bremer, Graco Verlag, Berlin 2008, ISBN 978-3-00-024978-5[12]
- Der Imperator im Damensattel: Dein täglicher Triumph, Graco Verlag, Berlin 2009, ISBN 978-3-00-022873-5[13]

## Belletristik
- Nachtpatrizier, Karin Fischer Verlag, Aachen 1991, ISBN 3-927854-61-1